# Підвисоцька сільська територіальна громада
Підвисоцька сільська громада — територіальна громада в Україні, у Голованівському районі Кіровоградської області. Адміністративний центр — село Підвисоке.
Площа громади — 446 км², населення — 6 586 мешканців (2020).
Голова — Віктор Лозінський.

## Населені пункти
У складі громади 17 сіл:
- Борщова
- Вербівка
- Володимирівка
- Зрубанці
- Копенкувате
- Мартинівка
- Небелівка
- Нерубайка
- Орлове
- Підвисоке
- Покотилове
- Розсохуватець
- Станіславівка
- Тарасівка
- Тернівка
- Шевченка
- Ятрань